# Деметрий II (индо-греческий царь)
Деметрий II (др.-греч. Δημήτριος Β΄) — индо-греческий царь, который недолго правил во II веке до нашей эры. О нём мало что известно, и существуют разные мнения о том, кем он был. Более ранние авторы, такие как Тарн и Нараин, видели в нём сына и подчинённого царя Деметрия I, но теперь от этого взгляда отказались.
Осмунд Бопеараччи предположил, что Деметрий II правил в Бактрии и Арахозии ок. 175—170 гг. до н. э., но более поздние авторы поставили это под сомнение. Р. С. Сеньор вместо этого предпочитает даты 175—140 гг. до н. э., и это подтверждается Л. М. Уилсоном, который также предполагает, исходя из нумизматических подсказок и портретного сходства, что Деметрий II был родственником Эвкратида I. Более поздняя датировка подтверждается тем обстоятельством, что монет Деметрия II не было найдено в руинах Ай-Ханума, которые предположительно были разрушены во время правления Эвкратида I.

## Загадка «Деметрия, царя индейцев»
В истории есть одно упоминание о царе Деметрии, современнике Эвкратида, и это упоминание весьма проблематично.
Римский историк Юстин называет «Деметрия, царя индейцев», который был «врагом» Эвкратида Великого. Деметрий Юстина осаждал воинственного Эвкратида с армией в 60000 человек против гарнизона последнего в 300 человек, но всё же — согласно, вероятно, преувеличенному количеству — в конце концов потерпел поражение. Этот эпизод упоминается как произошедший в конце правления Эвкратида, следовательно, датируется смертью Деметрия Юстина около 150 г. до н. э. Деметрий Юстина, возможно, был родственником индийского царя Аполлодота I или беглым князем из династии Евтидемидов.
Однако цитату царя Юстина нелегко согласовать с нумизматическими свидетельствами, и мнения разделились относительно того, как интерпретировать различные серии монет с именем Деметриус. Бопеараччи (1991) выделил трёх царей по имени Деметриус. Деметрий I правил ок. 200—185 гг. до н. э., задолго до прихода Эвкратида, и Деметрий III был индийским царем, который, как считается, правил намного позже, около 100 г. Остаётся Деметрий II, которого, по предположениям Бопеараччи, правил около 170 г. до н. э.
Бопеараччи продолжает отождествлять Деметрия II с Деметрием Индийским Юстина, несмотря на то, что цитата Юстина предполагает более позднее правление. Более того, Деметрий II Бопеараччи правил в Бактрии, а не в Индии, поскольку он не чеканил монеты с индийскими легендами. Таким образом, личность «Деметрия, царя индейцев» Юстина остается неясной. Можно рассматривать следующие гипотезы:
- Юстин, который является вторичным источником, сбит с толку. Либо Деметрий II был царем не Индии, а Бактрии, либо описание войны неверно, либо имя царя неверно, Юстин спутал имя другого индо-греческого царя с именем Деметрия I.
- Деметрий III Бопеараччи мог быть жить раньше — монеты этого царя немногочисленны и довольно своеобразны — а Деметрий III на самом деле был Деметрием Юстина, правившим на полвека раньше.

Даже если существовал «Деметрий, царь индейцев» Юстина, это не исключает возможности того, что у Эвкратида также был сын по имени Деметрий, что в то время было распространённым династическим именем. Возможно, принца назвали в честь Селевкида Деметрия I Сотера.

## Монеты Деметрия II
Деметрий II выпускал только серебро и в основном тетрадрахмы — ещё одна черта, которая у него общая с последними бактрийскими царями. На аверсе изображен портрет, украшенный диадемой, на реверсе изображена стоящая Афина Паллада, держащая копье. В отличие от большинства современников, у него нет эпитета. Деметрий II изображен как молодой человек, хотя его черты значительно различаются в разных выпусках. Несколько монет отчеканены не по центру и грубо; это говорит о том, что Деметрий II использовал несколько временных монетных дворов.